# 原臺灣省保安司令部保安處看守所
原臺灣省保安司令部保安處看守所位於臺北市西寧南路36號，俗稱東本願寺，為1950至60年代臺灣白色恐怖時期的重要偵訊政治犯場域。東本願寺在二二八事件、四六事件時，均有關押人犯的紀錄。1949年9月設置臺灣省保安司令部保安處，將東本願寺作為看守所，由於環境惡劣、牢房擁擠、蚊虱猖獗、刑求嚴厲，人犯經常受到刑求虐待，甚至秘密處決人犯，因此被喻為「修羅煉獄」。1967年，伴隨警備總部另遷至城中區博愛路新址，新地主原地拆除後，於原址興建獅子林新光商業大樓等建築。

## 歷史
1945年9月，中華民國政府於重慶成立「臺灣省警備總司令部」，隸屬國民政府軍事委員會，由時任臺灣省行政長官陳儀兼任該部總司令，並於10月17日進駐臺北市。1946年，伴隨軍事委員會改制而隸屬國防部，該部設有職司社會調查、防諜的調查室。1947年1月，將調查室裁撤改編入所屬第二處。5月，臺灣省政府設立後，奉國防部命令將總司令部改制為「臺灣全省警備總司令部」，並調整組織，將原第二處改為情報處，負責情報、防諜等任務。1949年2月，再恢復為「臺灣省警備總司令部」，由臺灣省主席陳誠兼任總司令，情報處也恢復成第二處，負責情報、訓練、防諜、策反等任務。9月，因應中華民國政府遷臺之局勢變化，行政院成立「東南軍政長官公署」，將臺灣省警備總司令部納編並改制為「臺灣省保安司令部」，首任司令為彭孟緝中將；12月，基於體制關係，臺灣省保安司令改由時任臺灣省主席的吳國楨兼任，但實際業務仍由副司令的彭孟緝中將負責。1950年4月，因東南軍政長官公署裁撤而將臺灣省保安司令部改隸行政院，歸國防部督導。:172-173:205-215
臺灣省保安司令部麾下設有1部、2室、7處、1組等幕僚機構，並有6個勤務部隊、78個隸屬單位、7個指揮單位。 保安司令部成立後，第二處改為保安處，職掌除原有的情報防諜、治安警備外，更擴大納入偵訊、羈押管理，以及對特殊分子之考管等業務。且因保安司令部專司全省治安工作，負責非軍人身分的戒嚴業務，故能指揮相關負責治安的機關，如臺灣省警務處、憲兵團等執行保防任務，使之具備「情治合一」的特色。:214:98 1958年7月，因實施精簡政策、簡化治安機構，而將保安司令部與臺北衛戍總部、臺灣防衛總部、臺灣省民防司令部等單位，整併成「臺灣警備總司令部」，簡稱警備總部，隸屬國防部，警備總部仍延續設有保安處。1991年5月，國民大會終止動員戡亂時期臨時條款，並於1992年8月裁撤警備總部。:172-173:205-215
臺灣省保安司令部保安處下設四科，由第三科主管偵訊業務，專責調查匪諜與台獨等政治案件，並在全臺各地設有24個諜報組以及一個警衛大隊。由於保安處負責前端的偵辦及訊問，故須拘禁與訊問的空間，而警衛大隊偵訊羈押的看守所即是「東本願寺」（淨土真宗大谷派臺北別院）。 自臺灣省警備總司令部調查室開始，即進駐原日產的東本願寺（今臺北市西寧南路36號），在此關押人犯。1947年二二八事件發生時，此處也有關押人犯的紀錄。1949年4月，四六事件發生時，抗爭學生曾被關押於此，肅清匪諜委員會的〈肅清本省匪諜計劃綱要〉中，敘述情治單位在偵訊完學生後，會將重要的「匪犯」送到臺灣省警備總司令部第二處，情節輕微的則交保，並向第二處核備。
臺灣省保安司令部保安處及1958年合併後的警備總部保安處，都將東本願寺作為關押與審訊政治犯的看守所，使此處成為1950至60年代臺灣白色恐怖時期的重要偵訊政治犯場域，情治人員稱為「大廟」，臺灣人則稱為「閻羅殿」。1967年，由於西門町一帶逐漸形成商圈，警備總部另遷至城中區博愛路新址（今臺北市博愛路172號），雖中華道教總會和中國佛教會皆希望接收保安處看守所，但財政部國有財產局最後將其標售予民間。新地主原地拆除後，於原址興建獅子林新光商業大樓等建築。

## 空間與管理
東本願寺竣工於1928年（昭和3年）11月，位於臺北市壽町二丁目五番地，原為木造建築，但於1930年（昭和5年）12月遭大火燒毀，經原地重建後，於1936年（昭和11年）10月竣工，屬鋼筋混凝土建築，外觀為印度風格佛寺建築，但內部仍為傳統日式風格。 依資料記載，臺灣省保安司令部看守所占地約2,615坪，為地下1層、地上3層的木柵牢房。戰後，情治機構接收改為羈押偵訊場所後，對內部空間也進行調整，一樓左右各2排的押房，約有4間偵訊室和20間押房，每間押房約3坪大，但需容納20人，導致必須站著睡覺。且押房電燈整天都不關，使人犯不知日夜年月，產生時間錯亂的精神壓力。二樓則有其他拘禁場所少有的獨立押房，每間約3尺寬、6尺長，比走廊高出半公尺，空間狹窄昏暗。曾有兩次被羈押於此的陳孟和，回憶1948年12月第一次被羈押於此處時，當時有5間押房，他所住的那間大約5、6坪大，但卻關押30多名人犯，期間曾與文學家楊逵、四六事件被羈押學生等人，關在同一間押房。1952年第二度被關押時，押房配置已有極大改變，陳孟和被關押在以前日本人放骨灰的地方「半樓」，當時被改成獨立押房，僅一個塌塌米空間，且人的身體無法站立，三面均為牆壁，另一面則以一根根大木頭築起木柵欄門面。半樓上的獨立押房呈U字形排列，從木柵欄門中的空隙望出去的視野非常小，與對面牢房距離約20、30公尺，但與隔壁則僅隔一道水泥牆，完全無法互通消息。
看守所環境惡劣、牢房擁擠、蚊虱猖獗、刑求嚴厲，關押在此的人犯經常受到刑求虐待，包括坐老虎凳、灌水、電刑和疲勞審訊等等，甚至秘密處決人犯，因此被喻為「修羅煉獄」。如黃石貴回憶自己曾被以「坐飛機」、跪三角板等方式進行刑求，致使自己全身流油、無法走路。盧兆麟則回憶，當年被抓到保安處看守所後就開始刑求，如坐老虎凳、灌水、電刑等方式，並且疲勞審問，不能睡覺也無法喝水。

## 外部連結
- 國家人權記憶庫—臺灣省保安司令部[]
- 不義遺址資料庫—原臺灣省保安司令部保安處看守所（東本願寺） （页面存档备份，存于）
- 國家文化記憶庫—保安司令部保安處看守所（東本願寺） （页面存档备份，存于）